# Peire d'Estanh
Peire d'Estanh (fl. XIII secolo) è stato un trovatore occitano del XIII secolo della famiglia dei signori di Estaing.
Attestato solo nel ruolo di giudice in un partimen o torneyamen (Senhe n'Enric, a vos don avantatje) tra Guiraut Riquier, Enric de Rodez e il Marques de Canillac
Jutjamen
          Guiraut Riquier, no·us tenhatz a otratje,

          vos ni Marques, si tot a vostra guia

          non dic jutjan. Qu'en est vostre lengatje

          li conoissen mantenon tota via

          c'om se fassa pros donan e meten

          e conquiera honor e pretz valen.

          Ges non dic mal ad armas ni a sen,

          mas lo donars sobre totz sensoria.	